# In Argentina: The Buenos Aires Concerts
In Argentina: The Buenos Aires Concerts (Alternativtitel Mingus in Argentina: The Buenos Aires Concerts) ist ein Jazzalbum von Charles Mingus. Die am 2. und 3. Juni 1977 im Teatro Coliseo bzw. im Teatro SHA (Sociedad Hebraica Argentina) in Buenos Aires entstandenen Aufnahmen erschienen am 18. April 2025 auf Resonance Records in Kooperation mit Jazz Workshop, Inc. und dem Charles Mingus Estate.

## Hintergrund
Das Album erschien anlässlich des Record Store Day 2025. Der Jazzforscher und Produzent Zev Feldman hatte erstmals 2022 zuvor unveröffentlichtes Material des Bassisten, Komponisten und Bandleaders Charles Mingus mit dem Doppelalbum The Lost Album from Ronnie Scott’s herausgebracht. Die zwei Konzertmitschnitte aus Buenos Aires aus dem Jahr 1977 entstanden rund drei Monate nach den letzten Aufnahmen zu Cumbia & Jazz Fusion. In Argentina: The Buenos Aires Concerts präsentiert Mingus’ Spätwerk mit seinem damals wenig dokumentierten Quintett. Zu dessen Mitgliedern gehörten der Trompeter Jack Walrath, der Saxophonist Ricky Ford, der Pianist Robert Neloms und der langjährige Schlagzeuger Dannie Richmond. Nach dem Konzert am 2. Juni musste der schwerkranke Mingus in den frühen Morgenstunden ins Krankenhaus gebracht werden, da er nach der ersten Show einen Herzinfarkt erlitten hatte. Und trotzdem absolvierte er am 3. Juni 1977 einen weiteren Auftritt.
Die beiden CDs enthalten Versionen bekannter Mingus-Stücke wie „Goodbye Pork Pie Hat“, „Duke Ellington's Sound of Love“, „Cumbia and Jazz Fusion“, „Sues Changes“ und „Fables of Faubus“. Außerdem enthalten sind zwei kurze Solo-Klavierimprovisationen des Bandleaders zum Abschluss jedes Konzerts. Mingus war, wie sein Album Mingus Plays Piano (Impulse!, 1963) zeige, ein überaus kompetenter Pianist, notierte Dan McClenaghan.
„In Argentina: The Buenos Aires Concerts“ enthält in den Liner Notes Fotos, Kommentare und Provenienzangaben von Zev Feldman, Brian Priestley (dem Autor des Werks „Mingus: A Critical Biography“), neue Interviews mit Jack Walrath und Ricky Ford sowie einen Bericht von Claudio Parisi, der aus seinem Buch „Grandes del jazz internacional en Argentina, 1956–1979“ (Gourmet Musical Ediciones, 2019) entnommen wurde.

## Titelliste
- Charles Mingus: In Argentina: The Buenos Aires Concerts Resonance Records ()[4]

CD 1
1. Introduction 9:40
2. Goodbye Pork Pie Hat 7:27
3. Duke Ellington’s Sound of Love 9:32
4. Noddin’ Ya Head Blues 10:43
5. Three or Four Shades of Blue 10:00
6. Koko (Duke Ellington) / Cherokee (Ray Noble) 1:16
7. For Harry Carney 13:28
8. Cumbia & Jazz Fusion 22:23
9. Solo Piano Improvisation (Performed by Charles Mingus) 2:15

CD 2
1. Sue’s Changes (Incomplete) 18:00
2. Koko/Cherokee/Band Intros 1:34
3. Fables of Faubus 11:21
4. Solo Piano Improvisation (Performed by Charles Mingus) 2:28

Wenn nicht anders vermerkt, stammen die Kompositionen von Charles Mingus.

## Rezeption
Nach Ansicht von Dan McClenaghan, der das Album in All About Jazz rezensierte, ist die Gruppe von 1977 wie jede Band, die Mingus je leitete, ein kollektives, „freilaufendes Dynamo“. Mingus habe keine 08/15-Instrumentalisten engagiert; vielmehr sei ihm Spontaneität wichtig gewesen, die Fähigkeit, die Musik in jeder Situation dorthin zu lenken, wo sie hinwollte. „Er brüllte und ermahnte sie wie ein schreiender Straßenprediger (hier leise im Mix, außer wenn er es im 22-minütigen „Cumbia & Jazz Fusion“ lautstark schreit)“. Das Energielevel sei durchweg hoch gewesen, die Musiker und der Bandleader stets inspiriert. Dies sei erstaunlich, denn Mingus habe sicherlich unter dem langsamen und schmerzhaften Verlauf der Motoneuron-Krankheit gelitten, die ihn Anfang 1979 das Leben kostete. Doch Charles Mingus sei ein harter Kerl gewesen, und jetzt werde sein Können in Höchstform auf „In Argentina: The Buenos Aires Concerts“ präsentiert.
Der Bassist würde [quasi] „eine Horde aus Straßenkämpfern“ einsetzen und Buenos Aires mit all seiner Kraft in Angriff nehmen, schrieb Mike Jurkovic (All About Jazz). Auf dem Album spiele die Mingus-Band wirklich so heiß, ehrlich und vollmundig wie nie zuvor; und davon gebe es jede Menge. Diese Fassung von „Sue’s Changes“ sei eine ganz eigene Welt: „Es heult. Es ist Straße und Seraphim. Es ist Barbershop und Kirche. Es ruft, antwortet, jubelt und jault“. Mingus würde auf Tour sein, wie er immer auf Tour war: trotzig. Die Band antworte ihm in gleicher Weise, und zwar in Hülle und Fülle. Obwohl ein Veteran, der zuvor bereits bei Motown, Pharoah Sanders, Roy Haynes und Eddie Henderson gespielt hatte, tanze sich der noch immer eher unbekannte Neloms am Klavier wie Don Quichotte durch Sy Johnsons „For Harry Carney“. Es sei ein konzertiertes Wunderwerk, das Richmonds entspanntes Schlendern, Walraths hochtrabende Einfälle und Mingus' Sticheleien und Ermahnungen kaum aus dem Gleichgewicht bringe. „For Harry Carney“ geht in eine 22-minütige Version von „Cumbia & Jazz Fusion 1“ über. „Papas kleines Baby liebt Diamantenminen“, knurrt Mingus die Band an, die sich um ihn herum zusammenschließt. „Wer sagt, dass Mamas kleines Baby Backfett mag? Das ist eine Lüge, die irgendein Weißer erzählt hat.“ „Noddin' Your Head Blues“ und „Three or Four Shades of Blue“ seien wahnsinnig gut. Ford spiele wie King Curtis in einem sagenhaft temperamentvollen „Fables of Faubus“.
Thom Jurek, der das Album für AllMusic besprache und mit vier (von fünf) Sternen bewertete, stellte fest, dass diese letzte Besetzung des Quintetts von Mingus bisher recht spärlich auf Tonträger dokumentiert sei. „Goodbye Pork Pie Hat“ sei mit einem mörderischen Bluessolo von Walrath bemerkenswert. Die elegant anmutige Version von „Duke Ellington’s Song of Love“ enthalte gefühlvolle Soli von Ford, während Neloms, Mingus und Richmond in ein harmonisches Wechselspiel verwickelt seien, das den Takt erst unterlege und dann ausdehne; nach einem harmonisch reichhaltigen Solo des Pianisten erfülle auch Walrath seine Solopflichten mit Bravour. Auch das zehnminütige „Three or Four Shades of Blues“ enthalte neue Momente, etwa ein Zitat des „All Blues“ von Miles Davis. Die argentinische Version von „For Harry Carney“ sei stimmungsvoller und dramatischer als die Studioversion: Das Zusammenspiel zwischen Walrath und Ford sei raffiniert, während Neloms und Mingus einen hypnotischen Vamp hinlegen, um den Richmond tanze, während Ford die Wendungen unterstreiche, bevor sich die Band in feurige Improvisationen stürze. Der Höhepunkt des Sets sei das 22-minütige „Cumbia and Jazz Fusion“, wobei das Quintett in seiner ausgedehnten Improvisation versteckte harmonische Details erforsche. Disc zwei enthalte eine unvollständige und raue Wiedergabe von „Sue’s Changes“, bei der zwar mehr als die ersten drei Minuten fehlten, aber die Band sich von ihrer rabiatesten Seite zeige. In ihrer Version von „Fables of Faubus“ stünden sich ausgedehnte Harmonien und treibender Hard Bop gegenüber, der wie verrückt swinge; das Solo von Mingus sei ein Wunder der Fingerfertigkeit. Beide Sets endeten mit kurzen Klavierimprovisationen des Bandleaders. Für Mingus-Fans sei das Album ein unverzichtbares Dokument, das seine Meisterschaft im Jazz bis zum Schluss unterstreiche.
Das Album gelangte auf Position 1 der Halbjahresliste (1/2025) des Francis Davis Jazz Critics Poll in der Kategorie wieder- und unveröffentlichter älterer Aufnahmen.